# 伊伯利亞門和禮拜堂

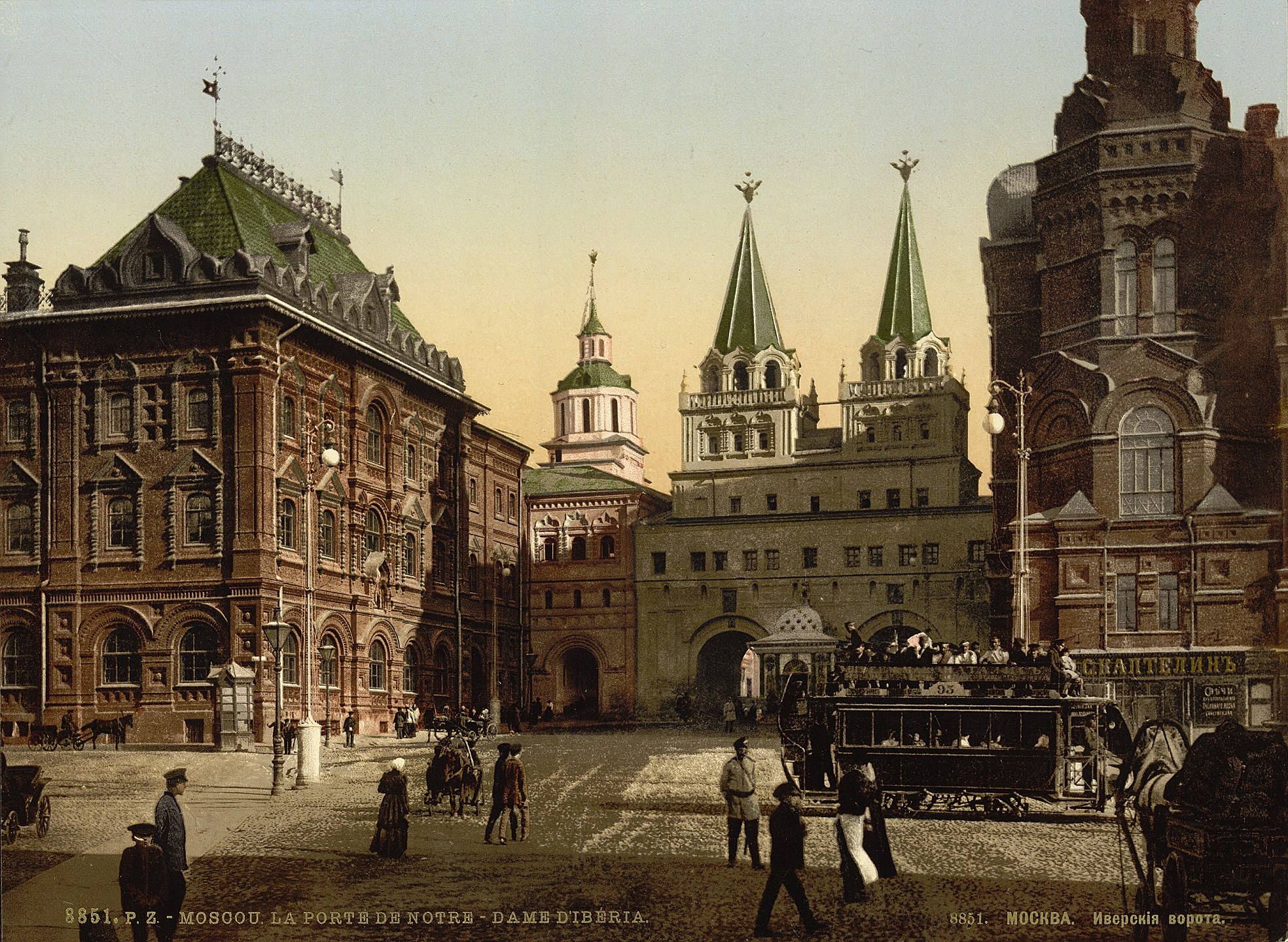
19世紀明信片上的伊伯利亞門和禮拜堂

復活門（俄语：Воскресенские ворота），又稱伊伯利亞門（Иверские ворота），是莫斯科舊城唯一的現存城門。復活門連接了紅場和馴馬場廣場，毗鄰莫斯科市政廳和俄羅斯國家歷史博物館。伊伯利亞門的上部修建有一個禮拜堂，禮拜堂和城門融為一體。1931年，伊伯利亞門和禮拜堂被拆除，以方便閱兵車輛通過。1994年至1996年，伊伯利亞門和禮拜堂得到重建。